# 凝固点降下
凝固点降下（、英: freezing-point depression）とは、液相にのみ溶け固相には溶解しない溶質を溶媒に溶かすと、溶媒の凝固点が低くなる現象のことである。たとえば純粋な水は0℃で凍るが、食塩水や砂糖水はさらに低い温度まで液体として存在する。飽和食塩水（食塩濃度25%の食塩水）であればその食塩水は−22℃になってはじめて凍る。希薄溶液における凝固点降下は熱力学的にはつぎの式に従う。
{\displaystyle \Delta T={\frac {MRT_{\mathrm {f} }^{2}}{\Delta _{\mathrm {f} }H}}m=K_{\mathrm {f} }m}
{\displaystyle \Delta T} 凝固点降下の大きさ
{\displaystyle m} 溶質粒子の質量モル濃度
{\displaystyle M}　溶媒の分子量
{\displaystyle R}　気体定数
{\displaystyle T_{\mathrm {f} }}　溶媒の凝固点
{\displaystyle \Delta _{\mathrm {f} }H}　溶媒の凝固熱（潜熱）
温度変化の幅は、溶質の種類によらず、その体積モル濃度と溶媒の熱力学的性質のみで決まることから、沸点上昇と並んで束一的性質と呼ばれる。特定の溶媒では {\displaystyle K_{\mathrm {f} }} は定数となりモル凝固点降下と呼ばれ、溶媒の固相に取り込まれない不揮発性溶質を溶解させた十分に希薄な溶液では、凝固点降下度は、溶質の種類にかかわらず、溶質の質量モル濃度 {\displaystyle m} に比例する。溶液の凝固点 {\displaystyle T} は純溶媒の凝固点を {\displaystyle T_{\mathrm {f} }} として以下の式で表される。ただし溶質が解離および会合していないという仮定の下で成立する式であり、イオンに解離する場合は解離により生じる全粒子数を考慮した濃度を用いなければならない。ファントホッフの因子を導入して補正する。
{\displaystyle T=T_{\mathrm {f} }-\Delta T}
{\displaystyle T=T_{\mathrm {f} }-K_{\mathrm {f} }m}
しかし、溶質が溶媒の固相に取り込まれる場合は、凝固点は降下する場合も上昇する場合もある。
古典的にはこの性質を使い導出されるモル質量より分子量を決定した時代があったが、今日においては一般的ではない。

## 応用
路上に積もった雪に塩をまくと、氷点下でも凝固点降下により氷が溶けて流れるために、融雪剤として利用することができる。